# Норт-Вейлс (Пенсільванія)
Норт-Вейлс (англ. North Wales) — місто (англ. borough) в США, в окрузі Монтгомері штату Пенсільванія. Населення — 3426 осіб (2020).

## Географія
Норт-Вейлс розташований за координатами 40°12′40″ пн. ш. 75°16′28″ зх. д. / 40.21111° пн. ш. 75.27444° зх. д. (40.211171, -75.274441).  За даними Бюро перепису населення США в 2010 році місто мало площу 1,52 км², уся площа — суходіл.

## Демографія
Згідно з переписом 2010 року, у селищі мешкало 3229 осіб у 1290 домогосподарствах у складі 846 родин. Густота населення становила 2123 особи/км².  Було 1348 помешкань (886/км²).
Расовий склад населення:
| - 87,7 % — білих - 5,1 % — чорних або афроамериканців - 2,5 % — азіатів - 0,1 % — корінних американців - 1,0 % — осіб інших рас |

До двох чи більше рас належало 3,5 %. Частка іспаномовних становила 3,8 % від усіх жителів.
За віковим діапазоном населення розподілялося таким чином: 20,9 % — особи молодші 18 років, 67,7 % — особи у віці 18—64 років, 11,4 % — особи у віці 65 років та старші. Медіана віку мешканця становила 39,3 року. На 100 осіб жіночої статі у селищі припадало 101,8 чоловіків;  на 100 жінок у віці від 18 років та старших — 101,7 чоловіків також старших 18 років.
Середній дохід на одне домашнє господарство  становив 81 357 доларів США (медіана — 63 970), а середній дохід на одну сім'ю — 98 848 доларів (медіана — 88 098). Медіана доходів становила 51 168 доларів для чоловіків та 53 056 доларів для жінок. За межею бідності перебувало 8,5 % осіб, у тому числі 16,8 % дітей у віці до 18 років та 7,8 % осіб у віці 65 років та старших.
Цивільне працевлаштоване населення становило 1960 осіб. Основні галузі зайнятості: освіта, охорона здоров'я та соціальна допомога — 18,2 %, науковці, спеціалісти, менеджери — 17,0 %, роздрібна торгівля — 15,6 %.